# Volksmission entschiedener Christen

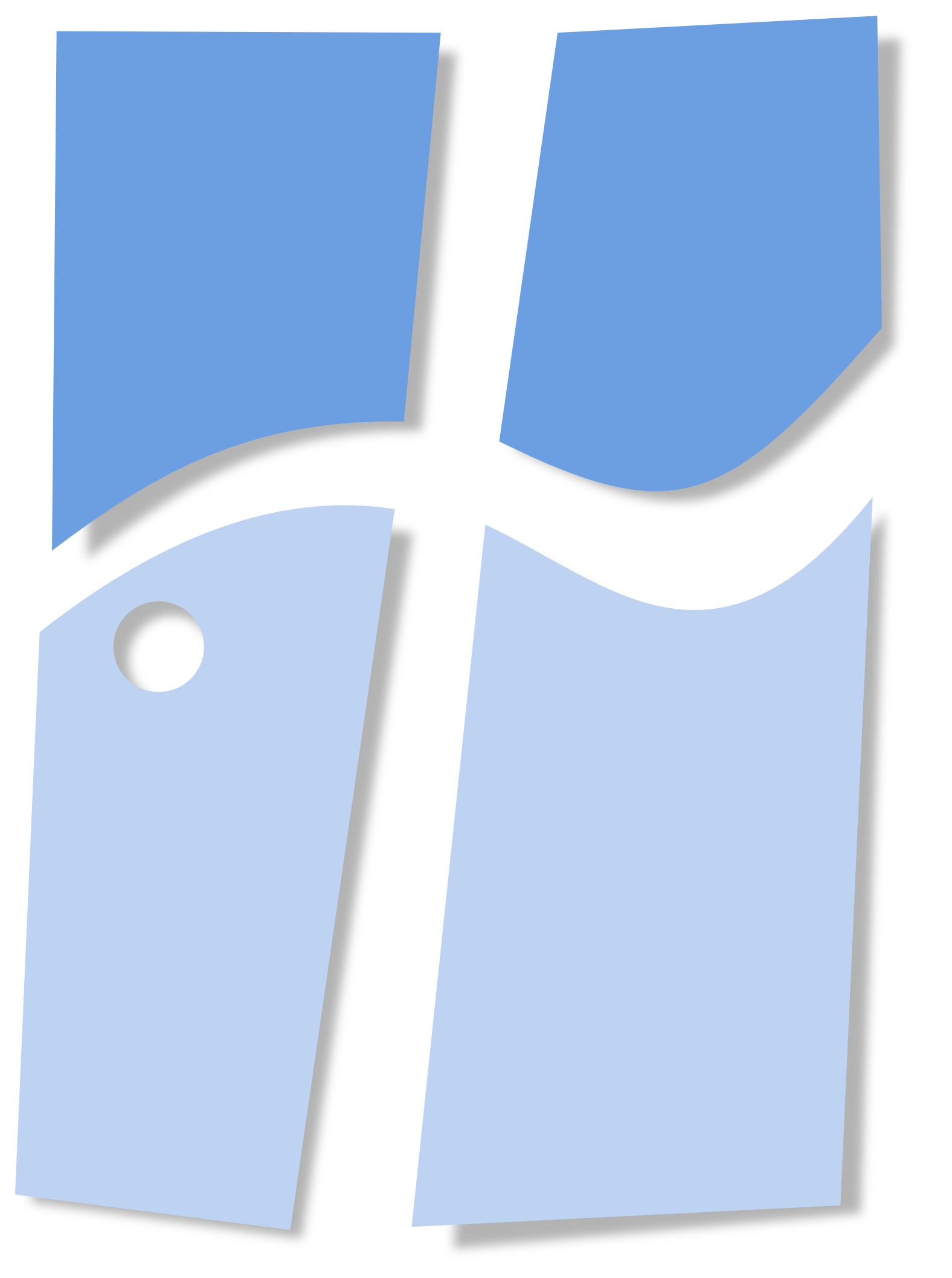
Offizielles Logo der Volksmission

Die Volksmission entschiedener Christen (Abkürzung VMeC) ist ein Verband im Bund Freikirchlicher Pfingstgemeinden.

## Geschichte
Die Volksmission wurde 1934 durch den Journalisten Karl Fix (1897–1969) in Berlin gegründet. Ab 1945 entstanden vor allem in Süddeutschland neue Gemeinden. Zum Verband gehören etwa 50 Gemeinden in Baden-Württemberg, Bayern und Berlin mit rund 4300 Mitgliedern. Das oberste Entscheidungsorgan ist die Delegiertenversammlung, die zweimal im Jahr zusammentritt.
Die Volksmission zählt sich zur weltweiten Pfingstbewegung. Im Jahr 1988 wurde der Verband Mitglied im Bund Freikirchlicher Pfingstgemeinden. Durch ihn ist sie auch Mitglied in der Vereinigung Evangelischer Freikirchen. Die Volksmission versteht sich als ein Teil der Gemeinde Jesu, zu der alle an Christus Glaubenden gehören. Sie ist außerdem Mitgliedskirche in der ACK Baden-Württemberg.
2023 hat die VM ihren Namen in "Via Movement" (VM) geändert.

## Lehre
Die Volksmission bekennt sich zur Geistestaufe, fordert als Echtheitsbeleg allerdings keine obligatorischen Begleiterscheinungen wie Zungenreden. Ihre Aufgabe sieht die Volksmission darin, Menschen aller Gesellschaftsschichten und jeden Alters das Evangelium zu vermitteln, Gemeinden zu gründen und bestehende zu fördern. Außerdem unterhält sie mehrere soziale Einrichtungen. Seit 1956 ist sie auch außenmissionarisch tätig.

## Publikationen
- Der Volksmissionar. Nachrichtenblatt der Volksmission entschiedener Christen (1949–1989, danach eingestellt)